# Steradian

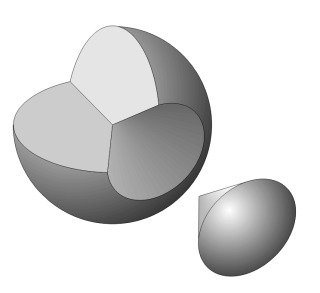
Konen upptar en steradian.

Steradian (grek. stereos, solid) är den härledda SI-enheten för rymdvinkeln. Enhetssymbolen är sr.
En steradian (sr) är rymdvinkeln hos en kon som har sin spets i medelpunkten (centrum) av en sfär och som skär av ett stycke av sfärens yta som motsvarar en area lika med arean av en kvadrat vars sidor har samma längd som sfärens radie. Måttet används så, att en rymdvinkel med spets i medelpunkten av en sfär med radien r och som skär av ett område ("sfärsektor") med arean A av sfären tilldelas rymdvinkelmåttet
{\displaystyle {\frac {A}{r^{2}}}\;}sr. Eftersom hela sfärens area är 4πr2, är supremum av rymdvinkelmåtten 4π sr.

2π sr är halva sfären.

En hel sfär har rymdvinkeln 4π steradianer; sfärens yta är 4π r ².
En annan enhet för att mäta rymdvinkel är kvadratgrader.

## Samband med sfärisk geometri
Se Girards sats.
En sfärisk triangel har alltid en vinkelsumma som är större än π (radianer), alltså större än 180°. Skillnaden (säg ö) kallas det sfäriska överskottet, och om vinklarna mäts i radianer står överskottet i direkt proportion till triangelns area. Arean blir ör2, så att överskottet blir precis rymdvinkeln för den kon med spets i sfärens medelpunkt som bildas av triangeln. Med andra ord kan vi då ersätta den vanliga regeln α + β + γ = π för vinkelsumman i en plan triangel med vinklarna α, β och γ med regeln
α + β + γ = π + Ω
för en sfärisk triangel, där Ω är rymdvinkelmåttet för den rymdvinkel som bestäms av triangeln.
Motsvarande samband mellan rymdvinkel och vinkelöverskott finns också för andra sfäriska polygoner.